# Exempla

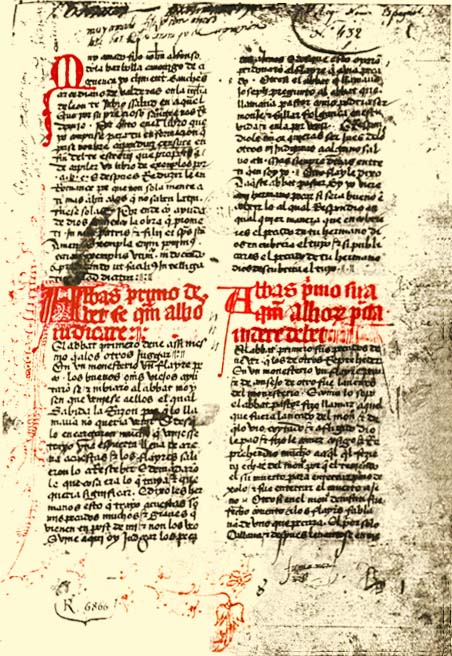
Страница из сборника Libro de los exemplos por a. b. c. Санчес де Версиал, Клемент (Clemente Sánchez de Vercial); кон. XIV — нач. XV века.

Exempla (лат.), ед. ч. exemplum, буквально «пример» — жанр средневековой латинской литературы с ярко выраженной дидактической функцией; возник как украшение в проповедях или рассуждениях и восходит к ораторской практике античности.

## Особенности жанра
Exempla имели явно дидактическую направленность, должны были учить, внушать отвращение к греху и приверженность к благочестию. Эти цели достигались не общими рассуждениями, а преимущественно при помощи демонстрации конкретных казусов, случаев из жизни, чудесных происшествий и древних легенд, рассказ о которых был рассчитан на то, чтобы вызвать изумление, восторг или ужас слушателей проповедей и читателей книг.

## История возникновения жанра
Возникновение данного жанра связано в первую очередь с традицией христианской проповеди. Расцвет западноевропейской проповеди приходится на XIII век и связан с активностью новых монашеских орденов. Францисканцы и доминиканцы, которые, в отличие от монахов Раннего Средневековья, не сторонились мирской жизни и шли в гущу народа, проповедуя повсюду — на городских площадях и в церквах, в деревнях и замках, — активно искали общий язык со своей пестрой по составу паствой. Однако «примерами» пользовались и монахи старых орденов, вслед за нищенствующими проповедниками учения святых Доминика и Франциска обновлявшие свою проповедь.
«Пример» был одним из наиболее действенных средств дидактического воздействия на прихожан. Создаются сборники «примеров», из которых проповедники черпали материал, используемый в проповеди. Составители этих сборников заимствовали рассказы в христианских легендах и житиях, у античных авторов, но также и из фольклора, прошедшего обработку в монашеской среде и приспособленного для нужд морально-религиозного наставления народа. Монахи нищенствующих орденов, хорошо знакомые с интересами и верованиями слушателей, к которым они подчас были близки и по своему происхождению, и ясно представлявшие себе их интеллектуальный уровень, умело приноравливали свои поучения к уровню понимания аудитории. Exempla не принадлежали к «большой литературе», их содержание отличалось бесхитростностью, простотой, подчас граничившей с примитивностью, но в этом жанре словесности именно в силу таких его качеств следовало бы искать отражения мира верований и представлений широких слоев населения. По мнению французского историка Ж.-К. Шмитта, который исследовал бытование фольклорной традиции в средние века — примеры демонстрируют, как клерикальная культура через реализацию практически монопольного права на письменность исправляет тексты и затем использует их в качестве мощного средства идеологического контроля над обществом и формирует представления средневекового человека.

## Exempla в русской литературной традиции
Общехристианская основа exempla на русской почве, как и на западе, проявлялась в «видениях», в житиях святых. Что касается проповеди с привлечением exempla, «примеров», то, например, в старообрядческой литературе наиболее отчетливо это можно проследить во всевозможных поучительных посланиях, которые создаются до сего дня.

## Наиболее известные сборники
Корпус exempla, известных и использовавшихся в Средние века, начиная с IV—V и до XV—XVI веков, чрезвычайно обширен, и его историческое значение было велико.
- Disciplina clericalis Петра Альфонси (восточного происхождения)
- Anecdotes Этьена де Бурбона
- Nugae Вальтера Мапа
- Sermones Жака де Витри